# Bischitz Johanna
Hevesi Bischitz Dávidné Fischer Johanna (Tata, 1827. március 8. – Budapest, 1898. március 28.) jótékonyságáról híres személy.

## Élete
Édesapja Fischer Mór herendi porcelángyáros volt, akinek házában az 1848-1849-es szabadságharc sebesült honvédjei otthont és Johanna személyében gondos ápolónőt nyertek. 1852-ben férjhez ment Bischitz Dávid kereskedőhöz, kinek oldalán bő alkalma nyílt a jótékonyság gyakorlására. Több évi fáradozás után sikerült neki Meisel Farkas Alajos akkori főrabbival együtt 1866-ban megalakítani a Pesti Izraelita Nőegyletet, melynek szinte egyedül toborzott tagokat. Vezetése alatt az egylet az ország egyik legkiválóbb jótékonysági egyesületévé növekedett. Személyes fáradozásának eredménye a nőegylet által 1867-ben létesített leányárvaház, melyet Erzsébet magyar királyné 1871-ben látogatásával tüntetett ki. A félárva gyermekek részére is menedékházat alapított, melyet Hirsch Mórról neveztek el. Az ő közreműködésével alapították a Fővárosi Gyermekkert Egyesületet. Neki köszönte létezését az 1870-ben megnyílt népkonyha, ahol minden felekezetbeli szegény nyert bő táplálékot. A Hirsch Mór által nyitott Jótékonysági Irodának elnöke lett, mely szervezet évente 120 ezer forintot osztott szét a szegények között, felekezetre való tekintet nélkül 
Az országnak alig volt jótékony célú egyesülete, melyben tevékeny részt nem vett volna. Bejárta a népkonyhákat, pincelakásokat, hajléktalanok menhelyét, mindenütt felkereste a nyomor fészkét, hogy segítséget vigyen. A tönk szélére jutott iparosok és kereskedők megmentésére fordított különös gondot. 
1898. március 28-án halt meg, holttestét a Kerepesi úti zsidó temetőben helyezték örök nyugalomra a férjének, Hevesi Bischitz Dávidnak épült Bischitz mauzóleumban (Déli fal melletti mauzóleumok és sírboltok).

### Családi kapcsolatok
Férje, Bischitz Dávid 1848-49-ben nemzetőr volt, a forradalom után kereskedőként dolgozott és birtokain gazdálkodott. Bischitz 1895. június 9-én nyert magyar nemességet.
Férjével, aki 1897 februárjában halt meg 86 éves korában, 45 évig élt boldog házasságban. Bischitz Dávid első feleségétől, Fuchs Hanitól, aki 1852-ben halt meg, gyerekük nem született. Fischer Johannát ebben az évben vette feleségül, akitől fiai: Lajos (1853), Artur (1863), Lipót, Mór és lányai: Charlotte (1855), Anna, Marie és Emma születtek.
- A családból fia, Bischitz Lajos budapesti lakos, a Felsőmagyarországi Bánya- és Kohómü Rt. vezérigazgatója – nemességének és előnevének épségben tartása mellett – 1904. április 13-án nevét Hevesy-Bisiczre változtatta, míg 1906. december 25-én engedélyt nyert a Bisicz-név elhagyásával a Hevesy családnév felvételére.[7] Lajos később báró tornyai Schosberger Eugéniát (Jenny) (1857-1931)[8] vette feleségül és házasságukból született Hevesy György Nobel-díjas kémikus.[9]
- Mór nevű fiuk 1897 júniusában halt meg Karlsbadban, 55 éves korában.[10]

### Kitüntetései
Az 1877. boszniai okkupációnál megsebesült katonák önfeláldozó ápolásáért I. Ferenc József király a koronás arany érdemkereszttel tüntette ki. A szerb király a Natália-rendjelet adományozta neki.
A Gyermekkert Egyesület termében elhelyezett márvány mellszobrát 1889. december 10-én avatták fel. Az avatáson Szász Károly református püspök tartott elismerő beszédet az asszony nemes tevékenységéről.